# Поиски утраченного завтра
По́иски утра́ченного за́втра —  роман российского писателя-фантаста Сергея Лукьяненко 2024 года.

## Создание и издание
Первая публикация в сети – 12 апреля 2024.
Старт продаж бумажной книги: 06.09.2024 

### История
Автор написал на своей странице:
«Завершён роман „Поиски утраченного завтра“. Я, кстати, люблю смешные сокращения, всякие там ХБ-БУ… Но то, что этот роман все стали называть ПУЗо — не ожидал. :)»Сергей Васильевич Лукьяненко
Пока вне циклов, а там посмотрим.Он же

## Сюжет
В Галактике сотни разумных рас. Почти все они теперь живут рядом и постепенно сливаются в общую суперцивилизацию — этот процесс, совсем не всегда идущий спокойно и мирно, называется «Слаживанием». Руководят Слаживанием четыре могущественные силы: Слаживающие, Стерегущие, Думающие и Контроль. Все точно знают, что они есть, но никто точно не знает, правда ли это. О «Большой Четвёрке» достоверно известно только то, что она может очень многое. Почти всё…
Человечество было приведено к Слаживанию пятьдесят лет назад. Но в процессе Слаживания разделилось — четырнадцать стариков решились пожертвовать собой, чтобы спасти всех остальных, и волей Слаживающих начали жить обратно в ходе времени.
Им было под 80, сегодня, полвека спустя, им всем, прожившим уже 130 лет, около 30. Обращённые практически неуязвимы, ведь в их будущем, которое прошлое для всех остальных, ни смерти, ни ранений не было. Они не знают усталости — ведь все продукты метаболизма остаются в их прошлом. Они не нуждаются ни в сне, ни в пище, ни в воде (хотя без воздуха умирают, пусть и на долю секунды). У них феноменально обострённое чувство опасности — его отзвуки доходят из будущего, которое для них прошлое. Словом, пока их жизнь не докатится до конца, который для них начало, до эмбриона, до зиготы, до слияния отцовской и материнской клеток — они фактически бессмертны.
Но теперь одного из Обращённых, Никиту Самойлова, кто-то настойчиво пытается уничтожить, без счёта убивая по ходу дела людей и других разумных. Тех, кому не повезло просто оказаться рядом.
«Я такое не прощаю. Придётся делать жестокие, некрасивые, кровавые вещи. …Ещё бы понять — с кем!»